# Tegula excavata
Tegula excavata är en snäckart som först beskrevs av Jean-Baptiste Lamarck 1822.  Tegula excavata ingår i släktet Tegula och familjen pärlemorsnäckor. Inga underarter finns listade i Catalogue of Life.